# Sans foyer
Pour plus de détails, voir Fiche technique et Distribution.
Sans foyer (titre original : Timothy's Quest) est un film américain noir et blanc réalisé par Charles Barton, sorti en 1936.
Il s'agit de l'adaptation du roman Timothy's Quest de Kate Douglas Wiggin (1890). 
Un remake sera tourné par Walt Disney en 1963 : L'Été magique.

## Synopsis
Timothy et sa sœur Gay s'enfuient d'un orphelinat à cause du mauvais traitement qu'ils y subissent. Ils se retrouvent dans une ferme appartenant à une vielle dame célibataire n’aimant pas les enfants, qui vit avec sa nièce, Martha. Elle donne à Timothy des travaux ardus à accomplir pour mériter son pain.

## Fiche technique
- Titre : Sans foyer
- Titre original : Timothy's Quest
- Réalisation : Charles Barton
- Scénario : Virginia Van Upp, Dore Schary, Gilbert Pratt
  - d'après le roman Timothy's Quest (1890) de Kate Douglas Wiggin
- Direction artistique : Hans Dreier, Robert Odell
- Photographie : Harry Fischbeck
- Montage : Jack Dennis
- Producteur : Harold Hurley
- Société de production et de distribution : Paramount Pictures
- Pays de production :  États-Unis
- Langue originale : anglais américain
- Format : noir et blanc — 35 mm — 1,37:1 — son : mono (Western Electric Noiseless Recording)
- Genre : comédie dramatique
- Durée : 65 minutes
- Dates de sortie :
  - États-Unis : 31 janvier 1936
  - France : 24 juillet 1936

## Distribution
- Dickie Moore : Timothy
- Sally Martin : Gay
- Eleanore Whitney : Martha
- Tom Keene : David Masters
- Virginia Weidler : Samantha Tarbox
- Elizabeth Patterson : Vilda Cummins
- Benny Bartlett : Jimmy
- Samuel S. Hinds : Rev. Fellows
- Esther Dale : Hitty Tarbox
- J. M. Kerrigan : docteur Cudd
- Irene Franklin : Flossie Cudd
- Jack Clifford : Ed
- John Kelly : Herb
- Raymond Hatton : Jabe Doolittle